# Aser Pierrick Dipanda
Pour les articles homonymes, voir Dipanda.
Aser Pierrick Dipanda Dicka (né le 18 février 1989 à Douala) est un footballeur camerounais, qui évolue actuellement dans le club indien du Mohun Bagan.

## Biographie
Après des expériences en troisième et en quatrième division espagnoles, sans grand succès, il se dirige vers l'Inde et la première division. Il termine meilleur buteur du championnat d'Inde 2017, inscrivant 11 buts avec le club de Shillong Lajong. Il récidive en inscrivant 13 buts lors de la saison suivante, terminant meilleur buteur du championnat.